# Kloster Marienborn (Büdingen)
Das Kloster Marienborn, heute Hofgut Marienborn, war ein Zisterzienserinnenkloster bei Büdingen-Eckartshausen, das in der Reformationszeit aufgelöst wurde.

## Geschichte

### Mittelalter
Das Kloster Marienborn wurde 1250 – nach anderen Quellen erst 1261 – zunächst auf dem Herrnhaag bei Büdingen gegründet. Anlass war vermutlich, dass durch eine Erbteilung im Haus Büdingen das bisherige Hauskloster Konradsdorf im Herrschaftsbereich eines anderen Familienzweiges lag. Seit dem Jahr 1261 ist der Konvent bezeugt. 1264 wurde ihm die auf dem Herrnhaag gelegene St. Peter geweihte Kirche oder Kapelle übergeben. Ein Indiz dafür, dass die Gründung erst kurz vorher erfolgt war.
Der Gründungsort, Herrnhaag, erwies sich aber wegen seines Wassermangels als nicht zukunftsträchtig, so dass das Kloster – wohl 1274 – nach „Marienborn“ im Bereich der heutigen Stadt Büdingen, Ortsteil Eckartshausen, verlegt wurde. Die rechtliche Abwicklung der Umsiedlung zog sich noch bis 1286 hin. 1345 erscheint der Abt des Klosters Arnsburg als Provisor von Marienborn.
Neben den Herren und Grafen von Isenburg-Büdingen unterhielten auch die Herren und Grafen von Hanau Beziehungen zu dem Kloster. So bedenkt Ulrich II. von Hanau das Kloster 1346 in seinem Testament und in der Spätzeit des Klosters sind mehrere Damen aus der Familie der Grafen von Hanau-Lichtenberg, deren Hauptsitz im Elsass lag, Mitglieder des Konvents.
1460 fand eine Reform des Klosters durch den Erzbischof von Mainz, Diether von Isenburg, statt.

#### Herrschaftsbereich
Zur „Hoheit“ des Klosters gehörte seit 1265 das Patronat der Pfarreien in der Stadt Büdingen und in Eckartshausen – hier lag das Vorschlagsrecht (→ Investitur, → Eigenkirche) beim Grafen von Büdingen – und seit 1286 das zu Rod an der Weil im Erzbistum Trier.
Das Kloster besaß Ländereien in Marköbel, Himbach, Langen-Bergheim, Kaichen, Bruchköbel, Bleichenbach, Diebach, Hüttengesäß, Ensheim, Herrnhaag, Issigheim, Lorbach, Utphe, Vönhausen, Düdelsheim, Rinderbügen und Wolferborn. Im Laufe seines Bestehens war es bestrebt, den Besitz zu konzentrieren, entfernt gelegene Besitzungen abzustoßen und näher gelegene zu erwerben.

#### Äbtissinnen und Priorinnen
Äbtissinnen
- Ostirlind, erwähnt 1305
- Hildegund, erwähnt 1315 und 1316
- Gertrude, erwähnt 1329
- Adelheid, erwähnt 1342
- Isengard von Isenburg-Büdingen, Tochter der Adelheid von Hanau, erwähnt 1398. Ihre Schwester Meckula († nach 1367) war ebenfalls Nonne im Kloster Marienborn
- Adelheid, erwähnt 1467
- Gräfin Maria von Isenburg, erstmals erwähnt 1517, bis 1527
- Gräfin Wandala von Wertheim, erstmals erwähnt 1532, bis 1556
- Gräfin Christophora von Hanau-Lichtenberg, bis 1559

Priorinnen
- Hebbel von Lauckte, erwähnt 1398
- Amalia, erwähnt 1557

### Reformation
1536 scheitert ein erster Versuch, der von Seiten des hessischen Landgrafen Philipp des Großmütigen und des Grafen Anton von Isenburg-Büdingen unternommen wird, das Kloster evangelisch werden zu lassen. Die Nonnen bleiben altgläubig, römisch-katholisch.
Allerdings wird der Druck der umgebenden, bereits lutherisch gewordenen weltlichen Herrschaften auf das Kloster so groß, dass es nach und nach seine Rechte in diesen Herrschaften aufgeben muss. Am
- 16. März 1541 gibt die Äbtissin Wandala von Wertheim das Patronatsrecht und den Kirchensatz in Büdingen an die Grafschaft Büdingen ab;
- 7. Juni 1543 ebenso das dortige Patronatsrecht;
- 21. Juni 1544 wird das Patronatsrecht in Rod an der Weil zugunsten des Grafen von Nassau-Weilburg-Saarbrücken aufgegeben.
- Ohne diese Einkünfte mussten die Nonnen weiteres Klostereigentum veräußern, um überleben zu können. Das Kloster blutete so wirtschaftlich aus.

Diese Konzessionen können deshalb den alten Status des Klosters nur noch vorübergehend wahren. Er wird von den umliegenden Grafen, die mit einem Teil der Nonnen verwandt waren, nur deshalb noch geduldet, weil sie befürchten, dass die Nonnen, würden sie säkularisiert, Ehen schlössen, und von ihnen eine entsprechende Mitgift verlangen würden.
Am 8. Juni 1545 kam es deshalb zu einem Abkommen zwischen den Grafen Reinhard von Isenburg, Philipp IV. von Hanau-Lichtenberg, Philipp von Rieneck und Georg von Erbach, das Kloster aufrechtzuerhalten, aber keine Messen mehr zuzulassen. Dem widersetzten sich die Nonnen erfolgreich; 1548 wurde immer noch regelmäßig die Messe gelesen.
Mit dem Tod der Äbtissin Wandala von Wertheim 1556 brach der Widerstand aber bald zusammen. Der Klostergemeinschaft gehörten nur noch 8 Nonnen an, von denen zwei so gebrechlich waren, dass sie am Gottesdienst nicht mehr regelmäßig teilnehmen konnten. Nachwuchs gab es keinen mehr und die Damen waren nun auch in einem Alter, in dem ihre weltliche Verwandtschaft Heiratspläne nicht mehr fürchten musste. So entsandte Graf Reinhard von Isenburg-Büdingen 1557 Beamte, die die Messfeiern unterbanden.
Am 20. Februar 1559 waren die Nonnen so mürbe, dass die letzte Äbtissin des Klosters, Gräfin Christophora von Hanau-Lichtenberg, Tochter des Grafen Philipp III. von Hanau-Lichtenberg, das Kloster mit allen seinen Einkünften an den Grafen Reinhard von Isenburg-Büdingen übergab.
Die letzten Bewohnerinnen erhielten im Gegenzug lebenslange Renten als Abfindung:
- Äbtissin Gräfin Christophora von Hanau-Lichtenberg,
- Gräfin Amalia von Hanau-Lichtenberg
- Gräfin Margarethe von Hanau-Lichtenberg (73-jährig, Tochter des Grafen Philipp II. von Hanau-Lichtenberg) und
- Gräfin Anna von Hanau-Lichtenberg (74-jährig, ebenfalls eine Tochter von Graf Philipp II. von Hanau-Lichtenberg)

je 50 Gulden jährliche Rente sowie weitere Naturalabgaben.
- Margarethe von Lauther und
- Judith von Gemmingen, beide niederadelig

7 Gulden jährliche Rente und eine einmalige Abfindung von 150 Gulden.
- eine weitere Nonne bürgerlicher Herkunft, eine geborene „Entenschar“ und
- Anna Göbel eine jährliche Rente von 16 Gulden.

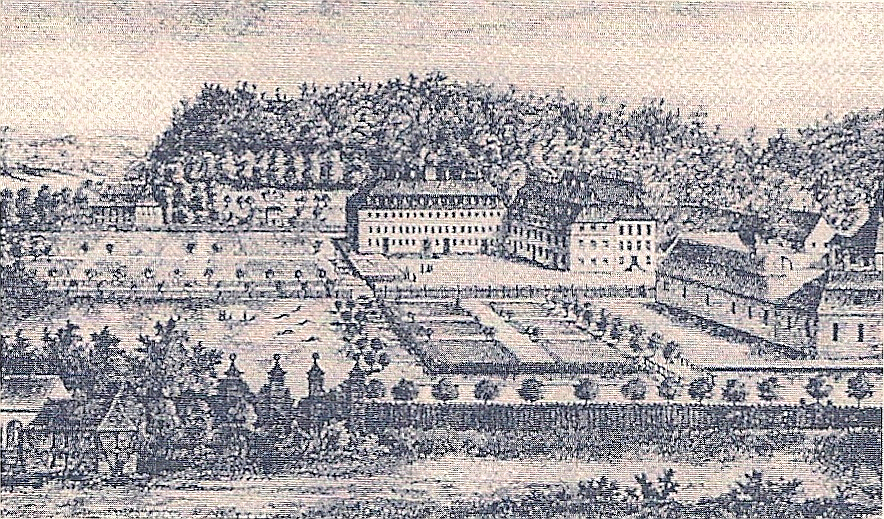
Schloss Marienborn der Grafen zu Ysenburg-Büdingen-Marienborn

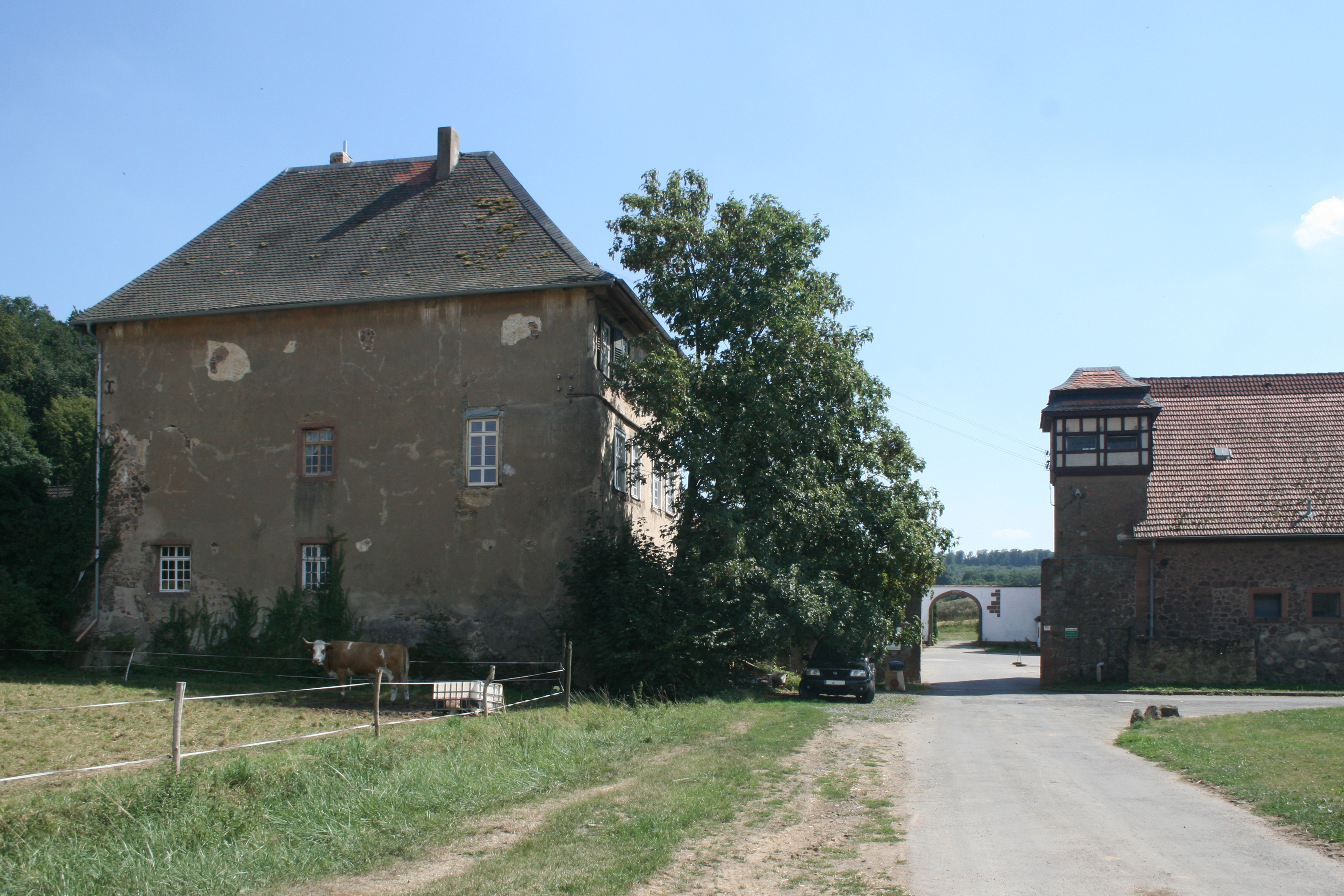
Heutiges Hofgut Marienborn (2013)

Der Graf von Büdingen, in dessen Territorium das Kloster lag, beabsichtigte, es als Lateinschule oder Spital umzuwidmen. Die Gebäude wurden dann in wechselnden Funktionen als Verwaltungsgebäude genutzt.

### Schloss Marienborn
1673 ließ Graf Karl August von Ysenburg-Büdingen, Stifter der Linie Ysenburg-Büdingen-Marienborn, dort an Stelle der alten Gebäude ein Schloss anlegen und verlegte seine Residenz nach Marienborn. Friedrich Grimm, Urgroßvater der Brüder Grimm und später Inspektor der Reformierten Kirche der Grafschaft Hanau-Münzenberg, wurde hier 1699 Hofprediger. Die Linie des Grafen Karl August von Ysenburg-Büdingen erlosch aber schon 1725 wieder, nur vier Jahre nachdem das Schloss fertig gestellt war.

### Herrnhuter Brüdergemeine
Ab 1738 wurde die Anlage von der Herrnhuter Brüdergemeine genutzt, die dort auch ein theologisches Seminar betrieb, das 1744 ins Schloss Lindheim verlegt wurde. Von 1740 bis 1743/1744 residierte hier Polycarp Müller als Bischof in Marienborn. Er stand auch dem dortigen Pädagogium und dem theologischen Seminar vor. Vom 21. bis zum 22. September 1769 besuchte Johann Wolfgang von Goethe die Herrnhuter in Marienborn. 1889/1890 brannten die Gebäude ab, die Ruine wurde abgerissen. Heute befindet sich dort ein landwirtschaftlicher Betrieb.